# Duomo di Voghera
La collegiata di San Lorenzo è il principale luogo di culto di Voghera, in provincia di Pavia; sorge dove in tempi precedenti si trovava una chiesa parrocchiale (della quale è sopravvissuta soltanto la base del campanile), ed è oggi è accessibile da via Cavour. È sede della parrocchia di San Lorenzo Martire, appartenente alla diocesi di Tortona.

## Storia e descrizione
Il duomo fu ricostruito a partire dal 1605 e riprogettato da Antonio Maria Corbetta che si ispirò all'impianto bramantesco del duomo di Pavia.
La facciata, per mancanza di fondi rimase incompiuta per molti anni. Finalmente tra il 1874 e il 1881 su progetto dell'architetto Carlo Maciachini si costruì un'ultima campata all'interno dell'edificio e si realizzò la facciata definitiva con due spazi laterali rispetto all'ingresso maggiore, gestiti come cappelle: a destra la cappella di Maria Bambina e della Madonna Immacolata ed a sinistra la cappella del fonte battesimale.
L'interno è costituito da una navata centrale e due laterali. Nella navata centrale troviamo un affresco della Madonna del Soccorso, mentre conservato in un altare del Collegio Notarile è un dipinto raffigurante la visita di Scipione Crespi (XVI-XVII secolo).
I pittori Gambarini e Morgari riaffrescarono l'altare, il coro e la cupola.
Di recente è stato ristrutturato.

### Cupola
Nel centro della chiesa si innalza una cupola semisferica, alta più di 47 metri, poggiante su quattro piloni, in ciascuno dei quali è ricavata una nicchia dov'è possibile ammirare una statua colossale di Evangelista con alla base lo stemma della città e l'aquila romana. La cupola, sormontata da una lanterna e arricchita da un tiburio ottagonale, è stata progettata dall'architetto Corbetta e affrescata tra il 1906 e il 1908 dal torinese Luigi Morgari e da Rodolfo Gambini.
Esternamente il tiburio, di forma ottagonale, è il simbolo più caratteristico del profilo urbanistico vogherese.

### Interno
La navata sinistra presenta tre altari: l'altare di sant'Antonio Abate, originariamente in cotto e successivamente ricostruito nel 1953 in marmo e legno dorato, l'altare del Collegio notarile e della Visitazione di Maria a sant'Elisabetta anch'esso in marmo e con impostazione rinascimentale e l'altare del Crocifisso detto anche altare del Suffragio, realizzato in marmi policromi nella seconda metà del Settecento. Nella navata di destra sono presenti tre altari: l'altare di santa Caterina da Siena, l'altare della Madonna del soccorso e l'altare di san Michele arcangelo. Tutti sono stati realizzati in marmo policromo e risalgono alla fine dell'Ottocento. Raffigurano tutti e tre delle scene religiose: nel primo è raffigurata santa Caterina a piedi nudi in abito monacale, nel secondo san Taddeo con la Vergine e nel terzo il trionfo di san Michele.

### Il tesoro
Una delle più antiche opere che testimonia gli splendori del passato è un piccolo reliquiario contenente un frammento della Sacra Spina. Si tratta della spina della corona di Cristo depositata in cassaforte e custodita a Voghera da circa 700 anni; oggi proprietà della parrocchia e riconducibile all'oreficeria gotica d'Oltralpe. Si dice che la reliquia sia giunta a Voghera con i Cavalieri crociati, in seguito alle guerre in Terra santa, attraverso un marchingegno sofisticato, un carrello elevatore chiamato la "Nuvola" e spinto a mano da una lunga serie d'ingranaggi. Sul basamento del reliquiario visconteo un dipinto ricorda la figura di san Giovanni, patrono del Sovrano militare ordine ospitaliero di San Giovanni di Gerusalemme, di Rodi e di Malta. Durante la festa di san Bovo veniva mostrata al popolo dal Vescovo e migliaia di persone si inginocchiavano per ottenere una benedizione.

### Organi a canne
Il duomo di Voghera è dotato di due organi. Il più antico è un Serassi del 1833 (opus 477).
L'altro è stato installato dalla ditta Mascioni nel 2013, ma si tratta di fatto della ricostruzione dell'organo Balbiani del 1962 acquistato dal duomo di Pavia. L'organo è tutto nuovo, dalla trasmissione al prospetto, mentre tutto il materiale fonico è stato recuperato e restaurato. Trasmissione elettrica, ha tre tastiere di 61 note e pedaliera 32 note. Le canne sono 5003, per un totale di 74 registri.

## Antifonari
Parte non molto conosciuta e di sicuro grande interesse artistico e culturale in possesso del duomo di Voghera, sono gli Antifonari medioevali.
Si tratta di grossi libri conservati all'interno del Duomo e contenenti le partiture del contro canto alla voce principale, riservata al celebrante durante le messe cantate.
I capilettera degli antifonari del duomo di Voghera sono attribuiti al famoso Maestro delle Vitae Imperatorum che ha operato negli anni trenta del XV secolo e donati al duomo di Voghera dalla famiglia Visconti di Milano.
All'inizio dei versi di questi canti, vi sono queste raffigurazioni, dette capilettera, nelle quali è presente la rappresentazione di un tema relativo ai vangeli, o alla vita dei santi(es rappresentazione di profeti o degli apostoli).
Le miniature dei capilettera sebbene resi più realistici dalla presenza di barbe e rughe, mantengono in tutti i volti la stessa espressione immutata anche al variare del personaggio e del tema trattato. Come in tutti gli altri dipinti dell'Oltrepò Pavese è interessante notare che negli antifonari del Duomo di Voghera si preferisce utilizzare colori accesi, vivaci e non realistici, non solo nel realizzare sfondi o architetture per gli affreschi, ma anche per i motivi decorativi e in questo caso per i volti dai colori molto forti ma con un effetto di chiaroscuro abbastanza efficace.
Purtroppo dei capilettera sono rimasti soltanto una piccola parte degli originali, poiché molti furono rubati durante la seconda guerra mondiale, probabilmente da un ufficiale tedesco, intento a reperire tutto ciò che avesse un minimo di valore, come per esempio, gli sfondi oro delle miniature.